# Humberto Mariles
Humberto Mariles Cortés (Parral, 13 juni 1913 - Parijs, 6 december 1972) was een Mexicaans ruiter, die gespecialiseerd was in springen en eventing. Mariles won tijdens de spelen van 1948 zowel de gouden medaille individueel als in de landenwedstrijd springen. Op dezelfde spelen nam Mariles ook deel aan de eventingwedstrijd waarin hij individueel als 12e eindigde en in de landenwedstrijd de bronzen medaille won. Vier jaar in Helsinki viel Mariles buiten de medailles.

## Resultaten
- Olympische Zomerspelen 1948 in Londen  individueel springen met Arete
- Olympische Zomerspelen 1948 in Londen  landenwedstrijd springen met Arete
- Olympische Zomerspelen 1948 in Londen 12e individueel eventing met Parral
- Olympische Zomerspelen 1948 in Londen  landenwedstrijd eventing met Parral
- Olympische Zomerspelen 1952 in Helsinki 6e individueel springen met Petrolero
- Olympische Zomerspelen 1952 in Helsinki 9e landenwedstrijd springen met Petrolero

1900: Aimé Haegeman ·
1912: Jean Cariou ·
1920: Tommaso Lequio di Assaba ·
1924: Alphonse Gemuseus ·
1928: František Ventura ·
1932: Takeichi Nishi ·
1936: Kurt Hasse ·
1948: Humberto Mariles ·
1952: Pierre Jonquères d'Oriola ·
1956: Hans Günter Winkler ·
1960: Raimondo D'Inzeo ·
1964: Pierre Jonquères d'Oriola ·
1968: William Steinkraus ·
1972: Graziano Mancinelli ·
1976: Alwin Schockemöhle ·
1980: Jan Kowalczyk ·
1984: Joe Fargis ·
1988: Pierre Durand ·
1992: Ludger Beerbaum ·
1996: Ulrich Kirchhoff ·
2000: Jeroen Dubbeldam ·
2004: Rodrigo Pessoa ·
2008: Eric Lamaze ·
2012: Steve Guerdat ·
2016: Nick Skelton ·
2020: Ben Maher ·
2024: Christian Kukuk
1912: Lewenhaupt, Kilman, von Rosen ·
1920: König, von Rosen, Norling ·
1924: Thelning, Ståhle, Lundström ·
1928: Navarro, Álvarez, García ·
1936: Hasse, von Barnekow, Brandt ·
1948: Mariles, Uriza, Valdés ·
1952: White, Stewart, Llewellyn ·
1956: Winkler, Thiedemann, Lütke-Westhues ·
1960: Winkler, Thiedemann, Schockemöhle ·
1964: Schridde, Jarasinski, Winkler ·
1968: Day, Gayford, Elder ·
1972: Ligges, Wiltfang, Steenken, Winkler ·
1976: Parot, Rozier, Roguet, Roche ·
1980: Tsjoekanov, Poganovsky, Asmaje, Korolkov ·
1984: Fargis, Homfeld, Burr Howard, Smith ·
1988: Beerbaum, Brinkmann, Hafemeister, Sloothaak ·
1992: Raijmakers, Romp, Tops, Lansink ·
1996: Sloothaak, Nieberg, Kirchhoff, Beerbaum ·
2000: Beerbaum, Nieberg, Ehning, Becker ·
2004: Wylde, Ward, Madden, Kappler ·
2008: Ward, Kraut, Simpson, Madden ·
2012: Skelton, Maher, Brash, Charles ·
2016: Rozier, Staut, Bost, Leprévost ·
2020: von Eckermann, Baryard-Johnsson, Fredricson ·
2024: Maher, Charles, Brash